# Cărbunești
Cărbuneşti é uma comuna romena localizada no distrito de Prahova, na região de Muntênia. A comuna possui uma área de 20.20 km² e sua população era de 1890 habitantes segundo o censo de 2007.